# Кройцштеттен
Кройцштеттен (нем. Kreuzstetten) — ярмарочная коммуна (нем. Marktgemeinde) в Австрии, в федеральной земле Нижняя Австрия. 
Входит в состав округа Мистельбах.  Население составляет 1521 человек (на 31 декабря 2005 года). Занимает площадь 24,29 км². Официальный код  —  31628.

## Политическая ситуация
Бургомистр коммуны — Франц Штробль (АНП) по результатам выборов 2005 года.
Совет представителей коммуны (нем. Gemeinderat) состоит из 19 мест.
- АНП занимает 12 мест.
- СДПА занимает 7 мест.